# Hino de Alagoas
O Hino de Alagoas tem letra de Luiz Mesquita e música de Benedito Silva.